# Безплатні курси української мови
Безплатні курси української мови — волонтерський рух, заснований у червні 2012 року з метою підвищення загального рівня володіння української мовою серед широкого загалу (насамперед у регіонах зі звуженою сферою вживання української).

## Історія
Ініціатор створення Олесь Доній та «Всеукраїнський комітет на захист української мови». Серед пріоритетних напрямків діяльності — популяризація української мови та культури через просвітницькі заходи, літературу, книжки, колективні щотижневі заняття із залученням істориків, поетів, музикантів. У Києві перші такі курси працювали в Гостинному дворі, їх проводила Тетяна Печончик, викладач Київського національного університету імені Тараса Шевченка.
Безплатні курси української мови нині діють у 16 містах: Дніпро, Дружківка (Донецька обл.), Запоріжжя, Київ, Кропивницький, Костянтинівка (Донецька обл.), Краматорськ (Донецька обл.), Маріуполь (Донецька обл.), Львів (для переселенців), Одеса, Слов'янськ (Донецька обл.), Сєвєродонецьк (Луганська обл.), Тернопіль (для переселенців), Харків, Херсон, Чернігів. У різний час безплатні курси української діяли також у Вінниці, Донецьку, Житомирі, Калуші, Кременчуці, Луганську, Миколаєві, Севастополі, Сумах, Черкасах.
Проект Безплатні курси української мови станом на 2016 рік має 1795 випускників та понад 80 волонтерів-активістів(викладачі, координатори, люди, які надають приміщення). Безплатні курси української мови діють офіційно і мають зареєстровану громадську організацію ГО «Український світ»